# ハヴ・ギター、ウィル・トラヴェル (ジョー・ペリーのアルバム)
『ハヴ・ギター、ウィル・トラヴェル』（Have Guitar, Will Travel）は、アメリカ合衆国のミュージシャン、ジョー・ペリーが2009年に発表したスタジオ・アルバム。ペリーのソロ・プロジェクトとしては通算5作目のアルバムに当たる。

## 背景
2009年初頭、エアロスミス名義の新作のプリ・プロダクションが中止となったことがきっかけで、ペリーは新作ソロ・アルバムの制作に至った。なお、ペリーは当初、エアロスミスのアルバムが完成したらジミー・ペイジ、スラッシュ、スコット・ウェイランド、リル・ウェイン、スヌープ・ドッグ等を迎えたオールスター・アルバムを制作しようとしていたが、最終的には実現しなかった。
収録曲のうち4曲に参加したドイツ人ボーカリストのハーゲン・グローフは、当時は無名の新人で、ペリーの妻ビリーがYouTubeでグローフを発見し、それがきっかけとなって渡米した。ペリー自身は、グローフとボーカル・パートを分け合った理由に関して「俺はいわば遅咲きのシンガーで、ここに来てやっと、自分がどんな曲で歌うのがベストなのかわかってきたから、よりスタンダードなロックンロール・ナンバーを歌ってくれる別のリード・シンガーを起用したのさ。俺は、よりブルージーでダークな曲を担当した」と語っている。本作に参加したデヴィッド・ハルは、1980年代にもジョー・ペリー・プロジェクトのベーシストを務めており、また、ドラマーのベン・ティレストンは、ペリーの息子2人の所属バンド「TAB the Band」のメンバーとしても知られる。
収録曲「ドゥ・ユー・ワンダー」は、妻ビリーが作詞した。「ウドゥン・シップス」はレス・ポールに捧げられたインストゥルメンタルである。
レコーディングはペリーの自宅スタジオ「ボーンヤード・スタジオ」で行われ、47日間で終了した。日本盤CDには、ビートルズのカヴァー「レヴォリューション」と、エアロスミスの曲のリメイク「ドリーム・オン」がボーナス・トラックとして追加された。

## 反響・評価
母国アメリカでは、Billboard 200入りを逃す結果となった。日本では2010年1月4日付のオリコンチャートで190位となるが、翌週にはチャート圏外に落ちた。
Stephen Thomas Erlewineはオールミュージックにおいて5点満点中3.5点を付け「短い制作期間を反映して、ルースで気楽なロックに満ちており、過度に行儀良く洗練された2005年のアルバム『ジョー・ペリー』とは対照的である」と評している。

## 収録曲
特記なき楽曲はジョー・ペリー作。7.はインストゥルメンタル。
1. ウィーヴ・ガット・ア・ロング・ウェイ・トゥ・ゴー - "We've Got a Long Way to Go" - 4:34
2. スリングショット - "Slingshot" - 4:20
3. ドゥ・ユー・ワンダー - "Do You Wonder" - 5:14
  - 作詞：ビリー・ペリー／作曲：ジョー・ペリー、マーティ・フレデリクセン
4. サムバディズ・ゴナ・ゲット（ゼア・ヘッド・キックト・イン・トゥナイト） - "Somebody's Gonna Get (Their Head Kicked in Tonite)" - 4:10
  - 作詞・作曲：ジェレミー・スペンサー（英語版）
5. ヘヴン・アンド・ヘル - "Heaven and Hell" - 7:18
6. ノー・サプライズ - "No Surprise" - 4:53
7. ウドゥン・シップス - "Wooden Ships" - 4:56
8. オー・ロード（21グラムス） - "Oh Lord (21 Grams)" - 3:27
9. スケアー・ザ・キャット - "Scare the Cat" - 4:46
10. フリーダム - "Freedom" - 3:53

### 日本盤ボーナス・トラック
1. レヴォリューション - "Revolution" - 4:05
  - 作詞・作曲：レノン＝マッカートニー
2. ドリーム・オン - "Dream On" - 5:22
  - 作詞・作曲：スティーヴン・タイラー

## 参加ミュージシャン
- ジョー・ペリー - ボーカル、ギター、シンセサイザー、パーカッション・プログラミング、サウンド・エフェクト
- ハーゲン・グローフ - ボーカル
- ウィリー・アレクサンダー - ピアノ
- ポール・サント - ハモンドオルガン、パイプオルガン、パーカッション
- デヴィッド・ハル - ベース
- ベン・ティレストン - ドラムス、パーカッション、グロッケンシュピール
- マーティ・リチャーズ - ドラムス
- スコット・ミーダー - ドラムス
- グレン・マッカーシー - サウンド・エフェクト
- ブライアン・グリーンウッド、ヴィヴィアン・ドーティ、ケリー・マクレナン、シャーロット・チポレッティ、ケリー・マッケルダフ、マイク・バーナード、フィル・デラノーチェ、ダン・クリード、パット・ダウアー、ローレン・マック、ローマン・ペリー、ハーゲン・グローフ - クワイア(on #8)